# Resolução de equações
Em matemática, resolver uma equação é encontrar quais valores (números, funções, conjuntos, etc.) satisfazem determinada condição expressa através de uma equação (duas expressões relacionadas por uma igualdade). Estas expressões contém uma ou mais incógnitas, que são variáveis livres para as quais são procurados valores que verifiquem a condição. Para ser preciso, nem sempre se procuram valores, mas em geral uma expressão matemática. Uma solução da equação é uma atribuição de expressões às incógnitas que satisfaça a equação; em outras palavras, expressões que, quando são substituídas no lugar das incógnitas tornam a equação uma tautologia (uma afirmação que se pode demonstrar que é verdadeira).
Por exemplo, a equação {\displaystyle x+y=2x-1} tem para a incógnita {\displaystyle x} a solução {\displaystyle x=y+1,} pois ao substituir  {\displaystyle x} por {\displaystyle y+1} na equação original o resultado é {\displaystyle (y+1)+y=2(y+1)-1,} que é uma afirmação verdadeira. Também é possível considerar a variável {\displaystyle y} como sendo a incógnita e, neste caso, a solução obtida é  {\displaystyle y=x-1.} Uma terceira opção é tratar tanto {\displaystyle x} quanto {\displaystyle y} como sendo incógnitas e deste modo obter diversas soluções, como {\displaystyle (x,y)=(1,0)} (isto é, {\displaystyle x=1} e {\displaystyle y=0}), e {\displaystyle (x,y)=(2,1)} e, em geral, {\displaystyle (x,y)=(a+1,a)} para todos os possíveis valores de {\displaystyle a.}
Dependendo do problema, a tarefa pode ser determinar uma solução – neste caso qualquer uma serve – ou todas as soluções. O conjunto de todas as soluções é chamado de conjunto-solução. Também é possível que a tarefa seja encontrar uma solução, entre várias possíveis, que seja a melhor em algum sentido. Problemas desta natureza são chamados de problemas de otimização, no entanto, não é comum se referir à resolução de um problema de otimização como sendo a "resolução de uma equação".
Uma expressão como "uma equação em {\displaystyle x} e {\displaystyle y}", ou "resolva para {\displaystyle x} e {\displaystyle y}", implica que as incógnitas são aquelas indicadas: neste caso, {\displaystyle x} e {\displaystyle y.}

## Visão geral
De forma geral, tem-se uma situação tal qual é essa abaixo:
f(x1,...,xn) = c,
na qual c é uma constante, que possui um conjunto de soluções S da forma
{(a1,...,an) ∈ Tn|f(a0,...,an) = c}
em que Tn é o domínio da função. Note que o conjunto-solução pode ser vazio (quando não existem soluções), unitário (caso exista exatamente uma solução), finito, ou infinito (se houver uma infinidade de soluções).
Por exemplo, uma expressão como
3x + 2y = 21z
pode ser resolvida primeiramente através da modificação da equação de tal forma que a igualdade seja preservada, como por exemplo subtraindo 21z de ambos os membros da equação para obter
3x + 2y − 21z = 0
Neste caso particular, não há apenas uma solução para a equação, mas uma infinidade delas, formando um conjunto que pode ser denotado por
{(x, y, z)|3x + 2y − 21z = 0}.
Uma solução em particular é x = 20/3, y = 11, z = 2. Na verdade, o conjunto-solução deste exemplo descreve um plano em um espaço tridimensional, que passa pelo ponto (20/3, 11, 2).

## Conjuntos solução
Se o conjunto solução é vazio, então não existem valores que possam ser atribuídos a cada xi de tal modo que
f(x0,...,xn) = c
seja verdade para um determinado c.
Por exemplo, examinando o caso clássico em uma variável, dada uma função
{\displaystyle f:\mathbb {R} ^{+}\rightarrow \mathbb {R} ;x\longmapsto x^{2}}
considere a equação
f(x) = −1
O conjunto solução é {}, uma vez que nenhum número real positivo resolve esta equação. No entanto, se a definição da função for modificada (mais especificamente, o domínio da função), pode ser possível determinar soluções para esta equação. Assim, se fosse definida a função
{\displaystyle g:\mathbb {C} \rightarrow \mathbb {C} ;x\longmapsto x^{2}}
a equação
g(x) = −1
teria {i, −i} como conjunto solução, onde i é a unidade imaginária. Esta solução possui exatamente duas soluções.
Já foi visto que certos conjuntos-solução podem descrever superfícies. Por exemplo, do estudo da matemática elementar, sabe-se que o conjunto-solução de uma equação da forma ax + by = c em que a, b, e c são constantes reais forma uma reta no espaço vetorial R2. Por outro lado, nem sempre é fácil representar graficamente os conjuntos-solução – por exemplo, o conjunto-solução de uma equação da forma ax + by + cz + dw = k (em que a, b, c, d e k são constantes reais) é um hiperplano.

## Métodos de resolução

### Força bruta, tentativa e erro, palpite
Se o conjunto solução de uma equação é restrito a um conjunto finito (como no caso de equações em aritmética modular, por exemplo), ou pode ser limitado a um número finito de possibilidades (como certos tipos de equação diofantina), o conjunto solução pode ser obtido via força bruta, isto é, testando cada um dos valores possíveis. Pode ser que o número de possibilidades a serem consideradas, embora finito, seja tão grande que uma busca exaustiva não é factível; isto é, na verdade, um requisito para fortes métodos de encriptação.
Assim como em todos os tipos de solução de problemas, tentativa e erro pode em alguns casos prover uma solução, em particular quando o formato da equação, ou sua similaridade com uma outra equação com solução conhecida, pode levar a um "palpite inspirado" para uma solução. Se um palpite, ao ser testado, falha como solução, considerações a respeito desta falha podem conduzir a um palpite modificado.

### Álgebra elementar
Equações envolvendo funções lineares ou funções racionais simples com uma variável real desconhecida, digamos x, tais como
{\displaystyle 3x+4=5x+2\,,\quad {\frac {4x+9}{3x+4}}=2,}
podem ser resolvidas usando os métodos de álgebra elementar.

### Sistemas de equações lineares
Pequenos sistemas de equações lineares podem ser resolvidos semelhantemente através do uso de álgebra elementar. Para resolução numérica de sistemas maiores, algoritmos baseados em álgebra linear são utilizados.

### Equações polinomiais

#### Resolução de uma equação do primeiro grau
Equação do 1° grau é toda equação que pode ser expressa na forma ax+b=0, com 'a' diferente de zero. Nessas equações o expoente da incógnita será sempre igual a 1.Para resolvê-las podemos seguir os seguintes passos:
- Caso a equação esteja com a incógnita em formato fracionário, multiplica-se a equação pelo MMC dos denominadores das variáveis. Exemplo:

{\displaystyle {\frac {x}{2}}+5=20\Leftrightarrow \left({\frac {x}{2}}+5\right)\times 2=(20)\times 2\Leftrightarrow x+10=40}
Atenção:esse passo apenas será necessário se a incógnita estiver em forma de fração,para números em forma de fração será mais fácil resolver a fração dividindo numerador por denominador!
- Deveremos saber de antemão que a equação possui 2 membros, o 1º antes do sinal de igual e o 2º depois. Soma-se ou subtrai-se, multiplica-se ou divide-se os 2 membros até que apenas a varável esteja no primeiro membro. Geralmente, soma-se ou subtrae-se antes de multiplicar e dividir.
- Por último, testa-se a raiz substituindo a incógnita da equação inicial pelo valor obtido. A raiz é valida se os dois membros forem iguais.

Exemplo
{\displaystyle {\frac {4x-5}{3}}={\frac {x}{2}}\left({\frac {4x-5}{3}}\right)\times 6=\left({\frac {x}{2}}\right)\times 6\Leftrightarrow 8x-10=3x\Leftrightarrow (8x-10)-(3x-10)=(3x)-(3x-10)\Leftrightarrow }
{\displaystyle 5x=10\Leftrightarrow {\frac {5x}{5}}={\frac {10}{5}}\Leftrightarrow x=2}
{\displaystyle x=2\Leftrightarrow {\frac {4(2)-5}{3}}={\frac {(2)}{2}}\Leftrightarrow {\frac {3}{3}}={\frac {2}{2}}\Leftrightarrow 1=1}

#### Resolução de uma equação do segundo grau
Equação do 2º grau é toda aquela que se apresenta na forma:
{\displaystyle ax^{2}+bx+c=0,\qquad a\neq 0.}
Onde {\displaystyle a} é diferente de zero e representa o número que acompanha a incógnita ao quadrado,{\displaystyle b} o que acompanha a incógnita a 1º  potência, e {\displaystyle c} um número desacompanhado de incógnita.

##### Fórmula de Bháskara
Pode-se seguir o seguintes passos para resolver a equação:
- 1°. Devemos achar um valor chamado {\displaystyle \Delta } (delta).

A fórmula que determina o valor de delta é a seguinte:
{\displaystyle \Delta =b^{2}-4ac}

###### Exemplo
{\displaystyle 4x^{2}-5x+1=0:}
{\displaystyle \Delta =-5^{2}-4\times 4\times 1=25-16=9}
- 2°. Agora que já aprendemos a calcular o valor do {\displaystyle \Delta ,} vamos aprender a calcular o valor de {\displaystyle x.} O valor de {\displaystyle x} é dado pela seguinte fórmula:

{\displaystyle x={\frac {-b\pm {\sqrt {\Delta }}}{2a}}}
Essa fórmula nos dá dois valores para {\displaystyle x:} {\displaystyle x_{1}={\frac {-b+{\sqrt {\Delta }}}{2a}}} e {\displaystyle x_{2}={\frac {-b-{\sqrt {\Delta }}}{2a}}.}
{\displaystyle x_{1}={\frac {(5+3)}{8}}={\frac {8}{8}}=1}
{\displaystyle x_{2}={\frac {(5-3)}{8}}={\frac {2}{8}}={\frac {1}{4}}}
Portanto para a equação anterior temos:
{\displaystyle \left\{1,{\frac {1}{4}}\right\}}
Somando-se os passos acima temos a fórmula de Bhaskara completa:

##### Cálculo por Soma e Produto
Ideal para valores inteiros e pequenos. Calcula-se o valor da soma das raízes {\displaystyle S=x_{1}+x_{2}=-{\frac {b}{a}}} e do produto {\displaystyle P=x_{1}\times x_{2}={\frac {c}{a}}.} Então, fatora-se {\displaystyle P} e combina-se os possíveis valores dos fatores do produto para saber quais têm soma {\displaystyle S.} Note que, se {\displaystyle P>0,} as raízes têm o mesmo sinal (neste caso, os fatores possíveis do produto terão sempre o mesmo sinal da soma), e se {\displaystyle P<0,} as raízes têm sinais opostos (neste último caso, os fatores possíveis do produto podem ter qualquer um dos sinais e o sinal da soma equivale ao sinal da raiz de maior módulo).

###### Exemplo
{\displaystyle x^{2}-5x+6=0\Leftrightarrow S=5\land P=6.} Se {\displaystyle P=6=2\times 3,} logo {\displaystyle x_{1},x_{2}\in \left\{1,2,3,6\right\}.} Portanto, para que o {\displaystyle P=6,} {\displaystyle x_{1}+x_{2}=5} ou {\displaystyle x_{1}+x_{2}=7.} Como {\displaystyle S=5,} então {\displaystyle x_{1}=2\lor x_{2}=3.}
{\displaystyle x^{2}+2x-3=0\Leftrightarrow S=-2\land P=-3.} Se {\displaystyle P=-3<0,} então uma raiz é negativa e outra é positiva. Se {\displaystyle S=-2<0,} então a raiz de maior módulo é negativa. Se {\displaystyle -3=(-3)\times 1=3\times (-1)} e {\displaystyle S<0,} então a raiz negativa será {\displaystyle -3} (pois seu módulo, {\displaystyle 3,} é o maior) e a raiz positiva será {\displaystyle 1.} Logo, {\displaystyle x_{1}=-3} e {\displaystyle x_{2}=1.} se um número possui um expoente negativo consequentemente o número transformar-se-á em fração.